# Bundesautobahn 952

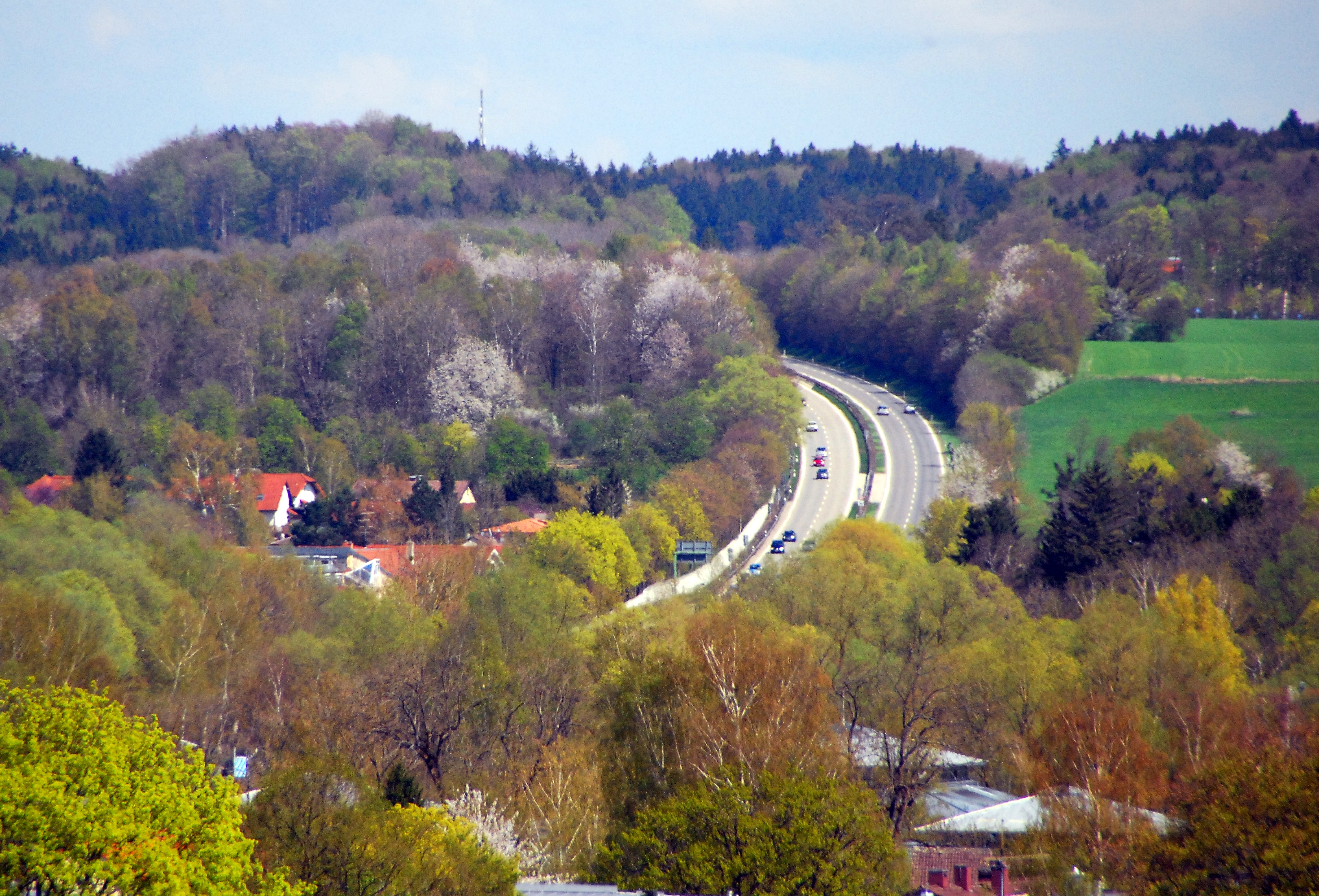
Bundesautobahn 952

Bundesautobahn 952 (em português: Auto-estrada Federal 952) ou A 952, é uma auto-estrada na Alemanha.
A Bundesautobahn 952 tem 5 km de comprimento.

## Estados
Estados percorridos por esta auto-estrada:
- Baviera

| A 952 |             |                            |     |         |                  |
| Tipo  | n° da saída | Indicação                  | km  | Ligação | Estrada européia |
|       | 1           | Confluência para Starnberg | 0,0 |         | E105             |
|       | 2           | Percha                     | 4,5 |         | -                |